# Канем (префектура)

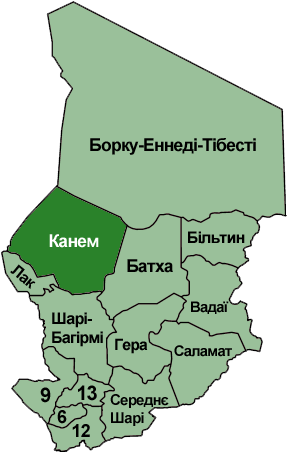
Канем серед префектур Чаду.

Канем (фр. Kanem, араб. كانم трансліт. Kānim ) — одна з 14 префектур, на які розподілявся Чад в 1960—2000 роках. У 2002 році префектури були замінені на 18 регіонів, але новий регіон Канем був створений цілком в межах колишньої префектури.
Префектура Канем знаходилася на заході Чаду. На півночі вона межувала з префектурою Борку-Еннеді-Тібесті, на сході — з префектурою Батха, на півдні — з префектурами Лак і Шарі-Багірмі, на заході — з Нігером.
Площа префектури становила 114 250 км², населення станом на 1993 рік — 279 927 осіб. Столиця — місто Мао.
Основні етнічні групи — деза (48,25 %), канембу (40,54 %) і араби (4,97 %).